# Khlong Phasi Charoen

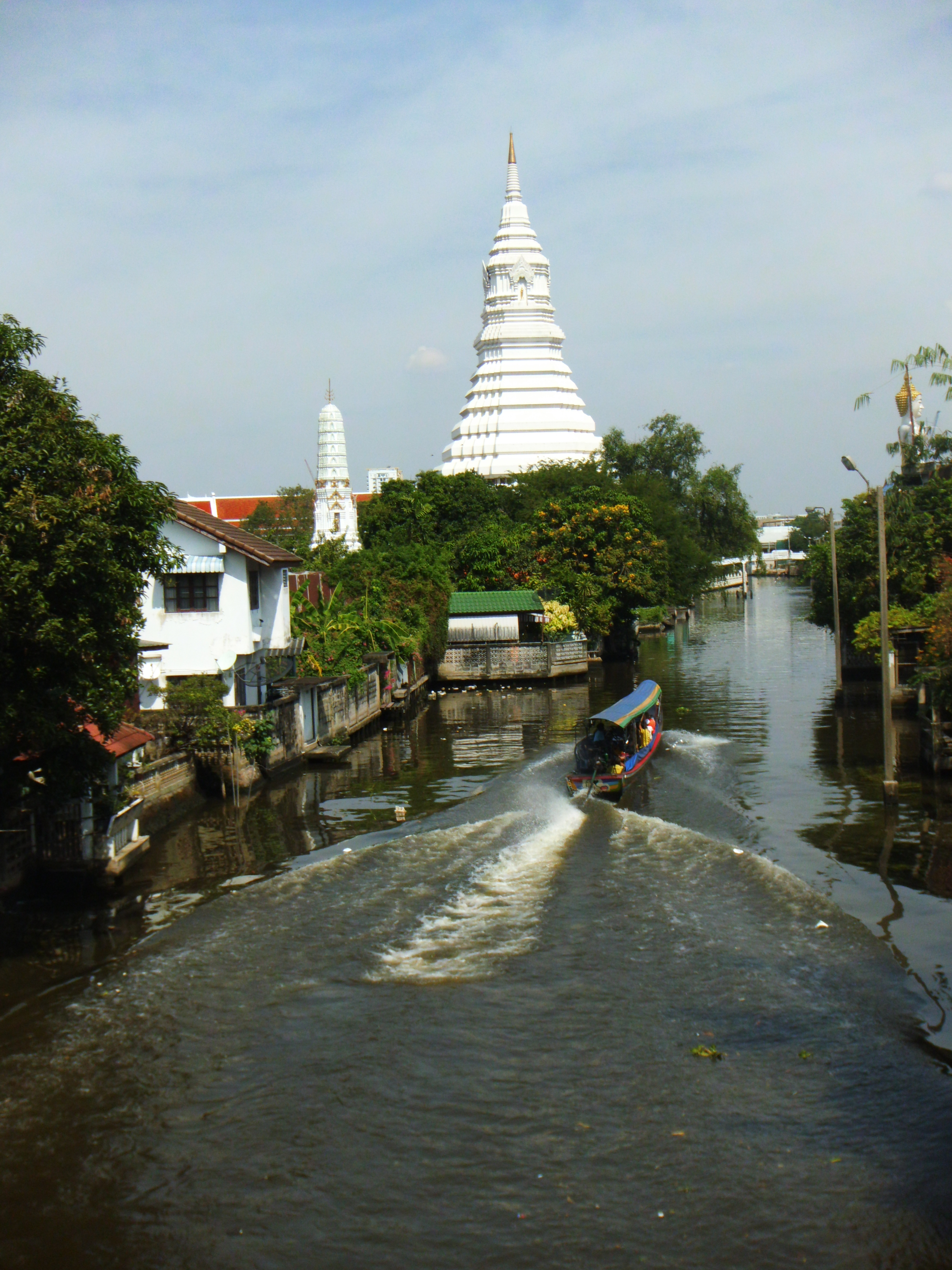

Khlong Phasi Charoen (thailändisch คลองภาษีเจริญ) ist ein Kanal (Khlong) im westlichen Teil von Zentral-Thailand. Der Kanal verbindet den Khlong Bangkok Yai mit dem Mae Nam Tha Chin (Tha-Chin-Fluss). Er beginnt am Wat Paknam Phasi Charoen  in Bangkok, wo er vom Khlong Bangkok Yai abzweigt, und endet südlich des Wat Ang Thong , Tambon Don Kai Di, Distrikt Krathum Baen in der Provinz Samut Sakhon. Der Kanal ist etwa 30 km lang.

## Baugeschichte
Der chinesischstämmige Opium- und Zuckerrohr-Steuerpächter Phra Phasi Sombat Boriboon (พระภาษีสมบัติบริบูรณ์, Pho Jim), dem später der Titel „Phraya Phison Sombat Boriboon“ (พระยาพิสณฑ์สมบัติบริบูรณ์) verliehen wurde, besaß am Ostufer des Tha Chin ausgedehnte Zuckerrohr-Plantagen. 1865 bot er dem König Mongkut die Konstruktion eines Khlong an, um den Transport zwischen seiner Farm und der Hauptstadt Bangkok zu vereinfachen. Er bot an, die Finanzierung zu übernehmen, sofern er im Gegenzug Zoll für die Kanalbenutzung – abhängig von der Größe des Boots – erheben dürfte. Weiterhin bat er um die Genehmigung eines Betriebs von Spiel-Kasinos (ร้องหวย, rong huai) in Nakhon Chaisi (heute Nakhon Pathom) und Tha Chin (heute: Samut Sakhon) für die Dauer von drei Jahren.
Der König stimmte dem als Prakat Khut Khlong Phasi Charoen bekannt gewordenen Vorschlag zu. Die Bauarbeiten begannen 1866 und 1872 wurde der Kanal fertiggestellt. Der Kanal bekam seinen Namen von dem Vorarbeiter des Projekts.